# Max Rebo
Max Rebo es un personaje del universo de Star Wars.
Este Ortolan era el líder de la Banda Max Rebo. Max Rebo tenía un metro de altura y piel azul, era corpulento y tenía una trompa por la cual recibía estímulos exteriores.  El tocaba el teclado, acompañando a las prodigiosas voces de Joh Yowza y Sy Snootles, los vocalistas de su banda. Estuvo presente junto con su banda en el palacio de Jabba el Hutt durante el intento de rescate de Han Solo por parte del caballero jedi Luke Skywalker. También acompañó al hutt en su barcaza, para la ejecución de los rebeldes al sarlacc en el pozo de Carkoon. Pero, debido a la intervención de R2-D2 y de Lando Calrissian, los planes del gánster no salieron como los había planeado, y acabó siendo extrangulado por la cadena de la princesa Leia Organa. Max y su banda abandonaron la barcaza, justo antes de que explotara, debido a la explosión causada por Luke.
- Datos: Q11691665